# Arena Jugra
Arena Jugra – hala widowiskowo-sportowa w Chanty-Mansyjsku, w Rosji.
Została otwarta w listopadzie 2008 roku. Jej pojemność wynosi 5500 widzów. Swoje spotkania rozgrywa na niej hokejowy klub Jugra Chanty-Mansyjsk, występujący w rozgrywkach KHL.